# Parafia Wniebowzięcia Najświętszej Maryi Panny w Nowogrodzie Bobrzańskim
Parafia pw. Wniebowzięcia Najświętszej Maryi Panny w Nowogrodzie Bobrzańskim – rzymskokatolicka parafia, położona w dekanacie Lubsko, diecezji zielonogórsko-gorzowskiej, metropolii szczecińsko-kamieńskiej w Polsce, erygowana w XIII wieku.